# حوادث المرور في ليبيا
حوادث المرور في ليبيا تجعلها من أكثر الدول تضررا خصوصا من حوادث المرور التي تؤدي إلى وفاة ما يعادل 6 اشخاص يوميا حسب وزارة العدل (ليبيا). وهذا الرقم يعتبر كبيرا جدا لدولة لا يتعدى سكانها خمسة ملايين نسمة.

## الأسباب الرئيسية لوقوع الحوادث
يدعي البعض ان أسباب وقوع حوادث كثيرة علـى طرقات ليبيا إلى السرعة وعدم الحذر وهذا
السبب قد لا يمثل الا 1% من الحوادث وقد يكون السبب الأساسي للحوادث هـو كبر بلاد بنسبة لعدد سكانها ومن الأسباب الأخرى عدم توفر وسائل النقل الأخرى كالقطارات وكذلك مساحة الدولة الليبية الشاسعة إذ تبعد بنغازي عن طرابلس 1000كم وعـن الكفرة 600كم مـما يجعل السائقين عرضة للحوادث.

## إحصائيات
- خلال 2008 ثم وفاة 2332 شخص وقيمة الاضرار 27883079 دينار ليبي، وفي عام 2009 تم وفاة 2301 شخص وقيمة الأضرار 31597798 دينار ليبي.

- في إحصائيات 2009 سجلت شعبية طرابلس أعلى نسبة وفاة بسبب الحوادث وسجلت 267 حالة وفاة تليها شعبية الجفارة 265 حالة وفاة تليها شعبية المرقب 218 حالة وفاة، وقد سجلت أعلى قيمة أضرار في عام 2009 شعبية طرابلس حيث سجلت 5819650 د.ل تليها شعبية بنغازي حيث سجلت 5357000 د.ل تليها شعبية نقاط الخمس 2425155 د.ل.

- خلال عام 2019 سجلت وزارة الداخلية بحكومة الوفاق الوطني، أكثر من 1115 حادث مروري في الفترة من شهر يناير إلى سبتمبر ، خلفت أكثر من 1405 حالة وفاة و 1700 إصابة خطرة وقرابة 1300 إصابة بسيطة ، وتجاوزت الخسائر المادية نحو عشرة ملايين دينار [1]

## الثأثير الاجتماعي والاقتصادي لحوادث المرور
تكلف حوادث المرور الحكومة الليبية سنويا خسائر كبيرة جدا في الاموال إضافة إلى
الخسائرالاجتماعية وارتفاع نسبة الايتام والمعاقين.

## نظرة مستقبلية
ازدادت حوادث المرور بشكل كبير جدا في ليبيا وقد تصل حالات الوفاة إلى 25 حالة يوميا في السبع سنوات القادمة إذا لم تتخذ اجراءات.